# Lieselott Enders
Lieselott Enders geb. Olivier (* 13. Februar 1927 in Elbing; † 25. April 2009 bei Genthin) war eine deutsche Archivarin und Historikerin.

## Leben
An der Martin-Luther-Universität Halle-Wittenberg und an der Humboldt-Universität Berlin studierte sie Geschichte, Germanistik und Pädagogik. Nachdem sie das erste Staatsexamen abgelegt hatte, setzte sie 1951 bis 1953 ihre Ausbildung an der Archivschule Potsdam fort. Bei Hans Haussherr in Halle wurde Lieselott Enders 1953 mit der Dissertation über Das Domänenamt Petersberg bei Halle im ersten Drittel des 18. Jahrhunderts. Ein Beitrag zur Geschichte der Domänen und zur sozialen und wirtschaftlichen Lage der Bauern promoviert.
Von 1953 bis 1987 arbeitete sie als Archivarin am Brandenburgischen Landeshauptarchiv Potsdam. Seit etwa 1960, spätestens aber mit dem Beginn der Arbeit am Historischen Ortslexikon für Brandenburg, wurde die Landesgeschichte der Mark Brandenburg ihr hauptsächliches Arbeitsfeld. Als sie durch die Pensionierung von ihren Amtspflichten befreit war, intensivierte sie ihr Engagement für brandenburgische Landesgeschichte. 1989 gab sie gemeinsam mit Jan Peters und Hartmut Harnisch Märkische Bauerntagebücher des 18. und 19. Jahrhunderts. Selbstzeugnisse von Milchviehbauern aus Neuholland heraus. Die Uckermark. Geschichte einer kurmärkischen Landschaft vom 12. bis zum 18. Jahrhundert war 1992 die erste ihrer drei großen landesgeschichtlichen Darstellungen von Landschaften der Mark Brandenburg. 2000 folgte ein den gleichen Zeitraum umfassender Band über die Prignitz, 2008 ein auf die Frühneuzeit beschränkter Band über die Altmark.
In der Jahresmitgliederversammlung vom 14. Januar 1993 wurde Lieselott Enders von der Landesgeschichtlichen Vereinigung für die Mark Brandenburg zum Ehrenmitglied ernannt. Sie war Mitglied der Berliner Historischen Kommission und der Historischen Kommission der Sächsischen Akademie der Wissenschaften, seit 1986 Herausgeberin des Jahrbuchs für Regionalgeschichte und seit 1990 Leiterin der Forschungsstelle für brandenburgische Landesgeschichte am Brandenburgischen Landeshauptarchiv Potsdam.
Lieselott Enders starb 2009 durch einen Verkehrsunfall mit einem Motorradfahrer in der Nähe von Genthin.
Sie war die Ehefrau von Gerhart Enders.

## Schriften (Auswahl)
- Bearbeiterin von Bänden des Historischen Ortslexikons für Brandenburg. Hermann Böhlaus Nachfolger, Weimar (im Open Access verfügbar).

Teil I: Prignitz. 1962 (doi:10.35998/9783830542995).
Teil II: Ruppin. 1970 (doi:10.35998/9783830543008).
Teil III: Havelland. 1972 (doi:10.35998/9783830543015).
mit Margot Beck: Teil IV: Teltow. 1976 (doi:10.35998/9783830543022).
Teil VI: Barnim. 1980 (doi:10.35998/9783830543046).
Teil VIII: Uckermark. 1986 (doi:10.35998/9783830543060).
mit Peter P. Rohrlach: Teil XI: Register der Teile I–X. 1995 (doi:10.35998/9783830543091).
- Die Uckermark. Geschichte einer kurmärkischen Landschaft vom 12. bis zum 18. Jahrhundert (= Veröffentlichungen des Brandenburgischen Landeshauptarchivs. Band 28). Böhlau, Weimar 1992, ISBN 3-7400-0805-9, 2. Auflage 2008, Berliner Wissenschafts-Verlag, ISBN 978-3-8305-1490-9, doi:10.35998/9783830542469.
- Bürde und Würde. Sozialstatus und Selbstverständnis frühneuzeitlicher Frauen in der Mark Brandenburg. In: Heide Wunder, Christina Vanja (Hrsg.): Weiber, Menscher, Frauenzimmer. Frauen in der ländlichen Gesellschaft 1500–1800. Vandenhoeck & Ruprecht, Göttingen 1996, ISBN 3-525-01361-2, S. 123–153.
- Die Prignitz. Geschichte einer kurmärkischen Landschaft vom 12. bis zum 18. Jahrhundert (= Veröffentlichungen des Brandenburgischen Landeshauptarchivs. Band 38). Verlag für Berlin-Brandenburg, Potsdam 2000, ISBN 3-935035-00-4, doi:10.35998/9783830542520.
- Deutsch und nicht wendisch geboren. Zunftpolitik in der Altmark. In: 75. Jahresbericht des Altmärkischen Vereins für vaterländische Geschichte zu Salzwedel. Ziethen, Oschersleben 2003, S. 117–131.
- Von der Freiheit zur Leibeigenschaft. Pervertierung in der frühneuzeitlichen Mark Brandenburg. In: Jan Klußmann (Hrsg.): Leibeigenschaft – bäuerliche Unfreiheit in der frühen Neuzeit (= Potsdamer Studien zur Geschichte der ländlichen Gesellschaft. Band 3). Böhlau, Köln u. a. 2003, ISBN 3-412-05601-4, S. 37–62.
- Neue Details zur Wüstungsgeschichte der Altmark. In: 76. Jahresbericht des Altmärkischen Vereins für vaterländische Geschichte zu Salzwedel. Ziethen, Oschersleben 2004, S. 3–44.
- Die Abgaben der altmärkischen Bauern in der Frühneuzeit. In: 77. Jahresbericht des Altmärkischen Vereins für vaterländische Geschichte zu Salzwedel. Salzwedel 2006, S. 49–87.
- Die Altmark. Geschichte einer kurmärkischen Landschaft in der Frühneuzeit (Ende des 15. bis Anfang des 19. Jahrhunderts) (= Veröffentlichungen des Brandenburgischen Landeshauptarchivs. Band 56). Wissenschafts-Verlag, Berlin 2008, doi:10.35998/9783830529965.
- Aus der Geschichte von Groß Schwechten. In: 78. Jahresbericht des Altmärkischen Vereins für vaterländische Geschichte zu Salzwedel. Salzwedel 2008, S. 43–63.